# 10a cerimònia dels Premis César
La 10a cerimònia dels Premis César — també coneguts com Nuit des César — que premiava les pel·lícules estrenades el 1984, va tenir lloc el 2 de març de 1985 al Théâtre de l'Empire.
Va ser presidida per Simone Signoret i retransmesa a Antenne 2, presentada per Pierre Tchernia. Els premis van estar molt repartits. Les Ripoux de Claude Zidi va guanyar els premis a la millor pel·lícula, director i muntatge, mentre que L’amor de Swann va guanyar els de millor vestuari i decorats i Un dimanche à la campagne el de millor actriu, millor guió adaptat i millor fotografia.

## Presentadors i ponents
- Simone Signoret, presidenta de la cerimònia
- Bernard Giraudeau, Pierre Tchernia, Darry Cowl, Richard Berry, Guy Marchand, mestres de cerimònia
- Simone Signoret, Yves Montand, per entregar el César a la millor pel·lícula
- Nathalie Baye, Coluche, per entregar el César al millor actor
- Brigitte Bardot per telèfon pel César d'honor a la productora Christine Gouze-Rénal
- Catherine Deneuve, Christian Vadim, per l'entrega del César a la millor actriu
- Kirk Douglas

## Guanyadors i nominats
Els guanyadors s'indiquen en negreta.
| Millor pel·lícula - Les Ripoux de Claude Zidi - L'Amour à mort d'Alain Resnais - Carmen de Francesco Rosi - Les Nuits de la pleine lune d'Éric Rohmer - Un dimanche à la campagne de Bertrand Tavernier                                      | Millor director - Claude Zidi per Les Ripoux - Francesco Rosi per Carmen - Alain Resnais per L'Amour à mort - Éric Rohmer per Les Nuits de la pleine lune - Bertrand Tavernier per Un dimanche à la campagne |                                                                                           |
| Millor actor - Alain Delon per Notre histoire - Gérard Depardieu per Fort Saganne - Louis Ducreux per Un dimanche à la campagne - Philippe Noiret per Les Ripoux - Michel Piccoli per La Diagonale du fou                                    | Millor actriu - Sabine Azéma per Un dimanche à la campagne - Jane Birkin per La Pirate - Valérie Kaprisky per La Femme publique - Julia Migenes per Carmen - Pascale Ogier per Les Nuits de la pleine lune |                                                                                           |
| Millor actor secundari - Richard Bohringer per L'Addition - Lambert Wilson per La Femme publique - Fabrice Luchini per Les Nuits de la pleine lune - Bernard-Pierre Donnadieu per Rue barbare - Michel Aumont per Un dimanche à la campagne' | Millor actriu secundària - Caroline Cellier per L'Année des méduses - Elizabeth Bourgine per La Septième Cible - Maruschka Detmers per La Pirate - Victoria Abril per L'Addition - Carole Bouquet per Rive droite, rive gauche |                                                                                           |
| Millor actor revelació - Pierre-Loup Rajot per Souvenirs, Souvenirs - Xavier Deluc per La Triche - Hippolyte Girardot per El caprici - Benoît Régent per La Diagonale du fou'                                                                | Millor actriu revelació - Laure Marsac per La Pirate - Fanny Bastien per Pinot simple flic - Emmanuelle Béart per Un amour interdit - Sophie Duez per Marche à l'ombre |                                                                                           |
| Millor guió original - Bertrand Blier per Notre histoire - Éric Rohmer per Les Nuits de la pleine lune - Claude Zidi per Les Ripoux | Millor guió adaptat - Bertrand Tavernier i Colo Tavernier O'Hagan per Un dimanche à la campagne - Dominique Garnier i Andrzej Żuławski per La Femme publique, adaptat d'una novel·la de Dominique Garnier - Francis Girod i Françoise Giroud per El caprici, adaptat d'una novel·la homònima de Françoise Giroud |                                                                                           |
| Millor pel·lícula estrangera - Amadeus de Miloš Forman - Greystoke, la llegenda de Tarzan de Hugh Hudson - Maria's Lovers d'Andrei Mikhalkov-Kontxalovski - Paris, Texas de Wim Wenders                                                      | Millor primera pel·lícula - Richard Dembo per La Diagonale du fou - Boy Meets Girl de Leos Carax - Marche à l'ombre de Michel Blanc - Souvenirs, Souvenirs d'Ariel Zeitoun |                                                                                           |
| Millor pel·lícula francòfona - Wênd Kûuni de Gaston Kaboré | Millor música - Michel Portal per Les Cavaliers de l'orage - Hans Werner Henze per L'Amour à mort - Bernard Lavilliers per Rue barbare - Michel Legrand per Paroles et musique |                                                                                           |
| Millor fotografia - Bruno de Keyzer per Un dimanche à la campagne - Pasqualino De Santis per Carmen - Bruno Nuytten per Fort Saganne - Sacha Vierny per L'Amour à mort                                                                       | Millor decorat - Jacques Saulnier per L’amor de Swann - Jean-Jacques Caziot per Les Cavaliers de l'orage - Bernard Evein per Notre histoire - Enrico Job per Carmen |                                                                                           |
| Millor muntatge - Nicole Saunier pour Les Ripoux - Claudine Merlin pour Notre histoire - Armand Psenny pour Un dimanche à la campagne - Geneviève Winding pour Souvenirs, Souvenirs                                                          | Millor so - Guy Level i Dominique Hennequin per Carmen - Pierre Gamet i Jacques Maumont per L'Amour à mort - Pierre Gamet, Jean-Paul Loublier i Claude Villand per Fort Saganne - Bernard Le Roux, Guillaume Sciama et Claude Villand per Souvenirs, Souvenirs |                                                                                           |
| Millor vestuari - Yvonne Sassinot de Nesle per L’amor de Swann - Rosine Delamare i Corinne Jorry per Fort Saganne - Enrica Job per Carmen | Millor pel·lícula publicitària - Les Vautours (Hertz) de Jean-Jacques Annaud - L'Aventurier (Grundig) dirigit per Yves Lafaye - Chinoise (Maggi) dirigit per Jean-Baptiste Mondino - Flamenco (Orangina) dirigit per Jean-Paul Goude - James Bond (205 GTI) dirigit per Gérard Pirès - Kodachrome (Kodak) dirigit per Jean-Paul Goude - Le Psychiatre (Brother) dirigit per Etienne Chatiliez - Les Petits Hommes verts (Lustucru) dirigit per Etienne Chatiliez |                                                                                           |
| Millor curtmetratge d'animació - La Boule d'Alain Ughetto - L'Invité de Guy Jacques - Ra de Thierry Barthes i Pierre Jamin | Millor curtmetratge de ficció - Première Classe de Mehdi El Glaoui - La Combine de la girafe de Thomas Gilou - Homicide by night de Gérard Krawczyk - Oiseau de sang de Fréderic Rippert - Premiers mètres de Pierre Lévy |                                                                                           |
| Millor curtmetratge documental - La Nuit du hibou de François Dupeyron - L'Écuelle et l'assiette de Raoul Rossi - Hommage à Dürer de Gérard Samson                                                                                           | César d'honor - Danielle Darrieux - Christine Gouze-Renal - Christian-Jaque - Alain Poiré | César d'honor - Danielle Darrieux - Christine Gouze-Renal - Christian-Jaque - Alain Poiré |
| César dels Césars - Le Vieux Fusil, de Robert Enrico (premiat el 1976) | |                                                                                           |